# Джованні II Корнаро
Джованні II Корнаро (італ. Giovanni II Cornaro) — 111-й венеційський дож у 1709—1722 роках.

## Біографія
Належав до старовинної патриціанської родини, однієї з так званих «дванадцяти апостольських» («Case vecchie»). Онук дожа Джованні I Корнаро. Старший син Федеріко Корнаро з гілка Сан-Поло, члена Сенату, і Корнелії Контаріні з гілки ді П’яццола. 11 жовтня 1667 року одружився з Лаурою Корнеро з гілки Сан-Мауріціо, збільшивши свій статок. Завдяки своєму політичному та релігійному впливу (його брати Джорджо і Франческо були кардиналами та єпископами) він здійснював політичну кар'єру в рамках Великої ради, але у червні 1676 року відмовився від посад молодшим офіціалом разону (здійснював бухгалтерський контроль над усіма адміністраторами, які керували державними коштами) та проведитора для нагляду над консульством у Дамаску. 
1681 року увійшов до колегії «десяти мудрих» при Сенаті. У 1682—1683 роках був губернатором Фріулі. Там він брав участь у розробці нового Кампатіко — системи оподаткування земельної власності. Він постійно стикався з проханнями про відтермінування, незліченними доносами та проханнями про звільнення не лише від окремих осіб та сімей, а й від цілих громад. Але незабаром його робота зосередилася на спробах запобігти поширенню чуми з графства Гориція, для чого він вжив заходів для якомога кращої ізоляції вже уражених районів. 
З 1683 до 1688 рік він працював в різних дзонтах, комісіях та установах при Сенаті, займаючись судочинством ,податками, митами, феодами. У 1689—1691 роках обіймав посаду подести Брешиї. Але його повноваження були швидко обмежені Доменіко Брагадіном, якого було призначено інквізитором з питань мит та податків з широкими повноваженнями. 1691 року повертається до Венеції, де призначається виконавцем відповідальних за фактичне виконання резолюцій Сенату, а потім одним з депутатів щодо левантської торгівлі. У 1693—1695 роках був проведитором в Пальманові.
У 1695–1696, 1699–1700 та 1701–1702 роках був членом Малої ради від сестьєре Сан-Поло, а з 1696 по 1698 рік — цензором. У 1700, 1703 та 1707 роках входив до Ради десяти. Разом з тим з 1697 до 1704 року входив до різних комісії та рад з питань гірничої справи, долини Монтона, амністії, власність комун. У 1704—1705 роках обіймав посаду проведитора армії, 1706—1708 роках — проведитором з марнотратства, 1707 року — проведитором з соляної монополії, 1709 року —екзекутором з боротьби з єресями. 

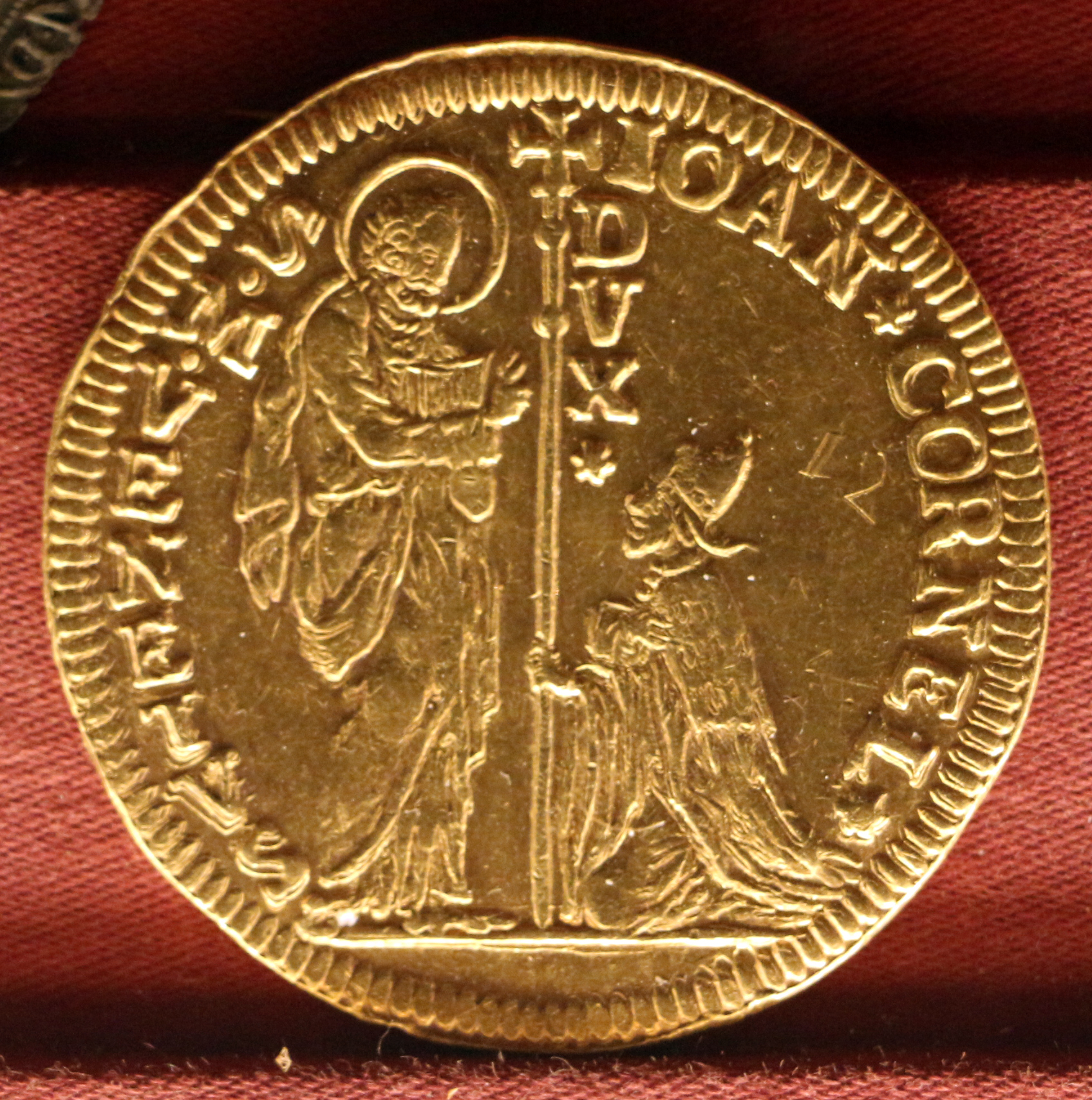
8 цехінів Джованні II Корнаро

22 травня 1709 року обирається дожем у першому турі голосування, отримавши 40 голосів з 41 у Раді сорока. На цей час Венеція опинилася без значних союзників, оскільки під час війни за іспанську спадщину не підтримала Австрійських Габсбургів, що стали зрештою переможцями. При цьому війська та укріплення в Мореї були слабкими, господарство в північноіталійських землях зазнало руйнувань через військові дії французів та австрійців. Тому 1710 року було відмовлено російському імператорові Петру I у вступі до антиосманської коаліції напередодні Прутської кампанії, під час якої Венеція зберігала нейтралітет.
1714 року, скориставшись наданням притулку чорногорському митрополиту Данилі Петрович-Негошу, Османська імперія оголосила війну Республіці. Протягом літа османські війська захопили Коринф, прорвалися на південний захід Пелопоннесу, де швидко взяли Навпліон, потім протягом 100 днів уся Морея була втрачена. Втім венеційці в Далмації відбили османський наступ. За цим відбувалися бої за Іонічні острови: якщо Корфу вдалося відстояти, то Санта-Маура впала. 1716 року було укладено союз з Австрією, а дож і Сенат відправили флоту до Егейського моря, але там не було досягнуто значного успіху. 1717 року венеційцям вдалося захопити Превезу й Арту. Завершенням війни стало підписання Пассаровіцького договору в 1718 році, за яким Венеція втратила Морею та свої останні володіння в Егейському морі (Спіналонга біля Криту та Тінос), залишивши за собою лише Іонічні острови та деякі фортеці в Албанії, а також розширивши володіня в Далмації біля міста Імотські.
При цьому роль дож не виявляв власної політичної зовнішньої позиції. У внутрішній політиці значну увагу приділяв відновленню церков, проведенню католицьких обрядів, сприяв канонізації дожа П'єтро I Орсеоло.
Помер Джованні II Корнаро 1722 року. Його було поховано у церкві Сан-Ніколо да Толентіно.
У нього було шестеро синів: Альвізе, Федеріко (померли молодими); Федеріко, абат і віцелегат у Болоньї; Альвізе, голова Ради десяти; Ніколо, каштелян Бергамо; Франческо, голова Ради десяти; і одну доньку Корнелію, що вийшла заміж за Антоніо Маріна Пріулі.